# 1194 Aletta
1194 Aletta је астероид главног астероидног појаса са пречником од приближно 55,39 .
Афел астероида је на удаљености од 3,187 астрономских јединица (АЈ) од Сунца, а перихел на 2,639 АЈ.
Ексцентрицитет орбите износи 0,094, инклинација (нагиб) орбите у односу на раван еклиптике 10,872 степени, а орбитални период износи 1816,254 дана (4,972 године).
Апсолутна магнитуда астероида је 10,20 а геометријски албедо 0,047.
Астероид је откривен 13. маја 1931. године.